# 2. Basketball-Bundesliga 2004/05
Die Saison 2004/05 ist die 30. Spielzeit der 2. Basketball-Bundesliga. Die reguläre Saison begann am 1. Oktober 2004 und endete am 30. April 2005.

## Modus
Die Liga war vor Saisonbeginn in zwei Staffeln (Nord und Süd) von jeweils sechzehn Mannschaften aufgeteilt. Die Saison wurde in der jeweiligen Staffel im Modus „Jeder gegen Jeden“ mit Hin- und Rückspiel gespielt. Die Meister der beiden Staffeln stiegen in die Basketball-Bundesliga 2005/06 auf, während die beiden jeweils schlechtesten Mannschaften der Abschlusstabelle in die jeweiligen Regionalligen abstiegen.

## Saisonnotizen
- Das Ende der vergangenen Spielzeit 2. Basketball-Bundesliga 2003/04 war geprägt von juristischen Scharmützeln um den Status von Spielern ausländischer Herkunft.[1][2] Als Neuerung für die Spielzeit 2004/05 hinsichtlich dieser Frage trat zum einen die Regelung in Kraft, dass es keine Beschränkungen mehr für Spieler geben sollte, die eine Staatsbürgerschaft aus einem Land der Europäischen Union (EU) haben sowie aus Ländern, für die ein entsprechendes Assoziierungsabkommen mit der EU gilt, sogenannte „Cotonou-Ausländer“.[3] Zum anderen trat eine Anhebung der Beschränkung für alle Spieler mit einer anderen Staatsangehörigkeit, beispielsweise solche aus den Vereinigten Staaten, auf maximal zwei pro Mannschaft in Kraft.[4] Diese heftig diskutierte[5] Regelung galt auch in der ersten Basketball-Bundesliga und wurde später sogar noch weiter gelockert, bevor 2011 in der ersten Liga Positiv-Quoten eingeführt wurden, nachdem die ProA und ProB damit vorangegangen waren.
- Durch den Konkurs der Erstligisten MBC Weißenfels und Brandt Hagen gab es keine Absteiger aus der ersten Liga. Der TSV Tröster Breitengüßbach hielt dadurch die Klasse in der Gruppe Süd.
- Aufsteiger aus den Regionalligen waren in der Gruppe Nord Rot-Weiß Cuxhaven, Krefeld Panthers sowie in der Gruppe Süd der MTV Kronberg und Bayern München. Für den Nachfolgeverein von Brandt Hagen, BBV Hagen,  rückte Schalke 04 in die Gruppe Nord nach.
- Meister der 2. Basketball-Bundesliga wurden am Saisonende: Eisbären Bremerhaven (Nord) und rce Falke Nürnberg (Süd).
- Die Meisterschaft in der Gruppe Nord wurde durch den direkten Vergleich entschieden, bei dem sich die Eisbären Bremerhaven mit sechs Korbpunkten nach Hin- und Rückspiel gegenüber den Paderborn Baskets durchsetzten.[6]
- Umgekehrt entschieden in der Gruppe Süd drei Korbpunkte im direkten Vergleich über den Absteiger. Neuling Bayern München „zog den Kürzeren“ gegenüber der TSG Ehingen.

## Nord

### Tabelle
|  | = Aufsteiger |
|  | = Absteiger  |

| \| # \| Team \| Siege \| Niederlagen \| Punkte \| Körbe \| \| -- \| ------------------------- \| ----- \| ----------- \| ------ \| --------- \| \| 1 \| Eisbären Bremerhaven \| 28 \| 2 \| 56:04 \| 2977:2470 \| \| 2 \| Schröno Paderborn Baskets \| 28 \| 2 \| 56:04 \| 2756:2309 \| \| 3 \| SOBA Dragons Rhöndorf \| 23 \| 7 \| 46:14 \| 2688:2405 \| \| 4 \| Düsseldorf Magics \| 19 \| 11 \| 38:22 \| 2356:2257 \| \| 5 \| BG 74 Göttingen \| 19 \| 11 \| 38:22 \| 2989:2658 \| \| 6 \| SG Braunschweig \| 15 \| 15 \| 30:30 \| 2661:2579 \| \| 7 \| Bremen Roosters \| 14 \| 16 \| 28:32 \| 2717:2824 \| \| 8 \| NVV Lions Mönchengladbach \| 14 \| 16 \| 28:32 \| 2839:2820 \| \| 9 \| Elephants Grevenbroich \| 14 \| 16 \| 28:32 \| 2576:2535 \| \| 10 \| ETB SW Essen \| 14 \| 16 \| 28:32 \| 2646:2761 \| \| 11 \| Phoenix Hagen \| 13 \| 17 \| 26:34 \| 2689:2761 \| \| 12 \| Wolfenbüttel Dukes \| 11 \| 19 \| 22:38 \| 2502:2712 \| \| 13 \| Rot-Weiß Cuxhaven (N) \| 9 \| 21 \| 18:42 \| 2507:2746 \| \| 14 \| TuS Poco Iserlohn \| 8 \| 22 \| 16:44 \| 2524:2757 \| \| 15 \| Schalke 041 (N) \| 6 \| 24 \| 12:48 \| 2461:2805 \| \| 16 \| Krefeld Panthers (N) \| 5 \| 25 \| 10:50 \| 2360:2849 \| |                           |       |             |        |           |
| # | Team                      | Siege | Niederlagen | Punkte | Körbe     |
| 1 | Eisbären Bremerhaven      | 28    | 2           | 56:04  | 2977:2470 |
| 2 | Schröno Paderborn Baskets | 28    | 2           | 56:04  | 2756:2309 |
| 3 | SOBA Dragons Rhöndorf     | 23    | 7           | 46:14  | 2688:2405 |
| 4 | Düsseldorf Magics         | 19    | 11          | 38:22  | 2356:2257 |
| 5 | BG 74 Göttingen           | 19    | 11          | 38:22  | 2989:2658 |
| 6 | SG Braunschweig           | 15    | 15          | 30:30  | 2661:2579 |
| 7 | Bremen Roosters           | 14    | 16          | 28:32  | 2717:2824 |
| 8 | NVV Lions Mönchengladbach | 14    | 16          | 28:32  | 2839:2820 |
| 9 | Elephants Grevenbroich    | 14    | 16          | 28:32  | 2576:2535 |
| 10 | ETB SW Essen              | 14    | 16          | 28:32  | 2646:2761 |
| 11 | Phoenix Hagen             | 13    | 17          | 26:34  | 2689:2761 |
| 12 | Wolfenbüttel Dukes        | 11    | 19          | 22:38  | 2502:2712 |
| 13 | Rot-Weiß Cuxhaven (N)     | 9     | 21          | 18:42  | 2507:2746 |
| 14 | TuS Poco Iserlohn         | 8     | 22          | 16:44  | 2524:2757 |
| 15 | Schalke 041 (N)           | 6     | 24          | 12:48  | 2461:2805 |
| 16 | Krefeld Panthers (N)      | 5     | 25          | 10:50  | 2360:2849 |

1Durch den Rückzug des Erstliga-Absteigers Union Baskets Schwelm zur folgenden Saison konnte Schalke 04 die Klasse halten.

## Süd

### Tabelle
|  | = Aufsteiger |
|  | = Absteiger  |

| \| # \| Team \| Siege \| Niederlagen \| Punkte \| Körbe \| \| -- \| -------------------- \| ----- \| ----------- \| ------ \| --------- \| \| 1 \| rce Falke Nürnberg \| 27 \| 3 \| 54–06 \| 2745:2291 \| \| 2 \| ratiopharm Ulm \| 24 \| 6 \| 48–12 \| 2729:2307 \| \| 3 \| BBC Bayreuth \| 22 \| 8 \| 44–16 \| 2510:2386 \| \| 4 \| 1. FC Kaiserslautern \| 20 \| 10 \| 40–20 \| 2664:2543 \| \| 5 \| TuS Jena \| 19 \| 11 \| 38–22 \| 2595:2456 \| \| 6 \| USC Heidelberg \| 19 \| 11 \| 38–22 \| 2547:2450 \| \| 7 \| BV Chemnitz 99 \| 17 \| 13 \| 34–26 \| 2620:2456 \| \| 8 \| USC Freiburg \| 14 \| 16 \| 28–32 \| 2590:2578 \| \| 9 \| Avitos Lich \| 13 \| 17 \| 26–34 \| 2493:2555 \| \| 10 \| TSV Nördlingen \| 11 \| 19 \| 22–38 \| 2546:2646 \| \| 11 \| TSV Crailsheim \| 10 \| 20 \| 20–40 \| 2528:2720 \| \| 12 \| TSV Breitengüßbach \| 10 \| 20 \| 20–40 \| 2381:2586 \| \| 13 \| TV 1862 Langen \| 10 \| 20 \| 20–40 \| 2482:2636 \| \| 14 \| TSG Ehingen \| 9 \| 21 \| 18–42 \| 2352:2549 \| \| 15 \| Bayern München (N) \| 9 \| 21 \| 18–42 \| 2426:2590 \| \| 16 \| MTV Kronberg (N) \| 6 \| 24 \| 12–48 \| 2185:2644 \| |                      |       |             |        |           |
| # | Team                 | Siege | Niederlagen | Punkte | Körbe     |
| 1 | rce Falke Nürnberg   | 27    | 3           | 54–06  | 2745:2291 |
| 2 | ratiopharm Ulm       | 24    | 6           | 48–12  | 2729:2307 |
| 3 | BBC Bayreuth         | 22    | 8           | 44–16  | 2510:2386 |
| 4 | 1. FC Kaiserslautern | 20    | 10          | 40–20  | 2664:2543 |
| 5 | TuS Jena             | 19    | 11          | 38–22  | 2595:2456 |
| 6 | USC Heidelberg       | 19    | 11          | 38–22  | 2547:2450 |
| 7 | BV Chemnitz 99       | 17    | 13          | 34–26  | 2620:2456 |
| 8 | USC Freiburg         | 14    | 16          | 28–32  | 2590:2578 |
| 9 | Avitos Lich          | 13    | 17          | 26–34  | 2493:2555 |
| 10 | TSV Nördlingen       | 11    | 19          | 22–38  | 2546:2646 |
| 11 | TSV Crailsheim       | 10    | 20          | 20–40  | 2528:2720 |
| 12 | TSV Breitengüßbach   | 10    | 20          | 20–40  | 2381:2586 |
| 13 | TV 1862 Langen       | 10    | 20          | 20–40  | 2482:2636 |
| 14 | TSG Ehingen          | 9     | 21          | 18–42  | 2352:2549 |
| 15 | Bayern München (N)   | 9     | 21          | 18–42  | 2426:2590 |
| 16 | MTV Kronberg (N)     | 6     | 24          | 12–48  | 2185:2644 |